# John Kennedy (futebolista)
John Kennedy Batista de Souza (Itaúna, 18 de maio de 2002) é um futebolista brasileiro que atua como centroavante. Atualmente joga no Fluminense.

## Carreira

### Fluminense
Natural de Itaúna, Minas Gerais, John Kennedy iniciou sua carreira atuando nas escolinhas de futebol do município do centro-oeste mineiro.
O jogador ingressou no Fluminense em 2016, com 14 anos de idade, vindo do Serrano, de Petrópolis. Em 29 de setembro de 2020, renovou seu contrato com o Tricolor até 2024.
Estreou como profissional em 20 de janeiro de 2021, substituindo Luiz Henrique no intervalo. Na ocasião, o atacante marcou o primeiro gol do Fluminense no empate por 3 a 3 com o Coritiba, pela Série A. JK voltaria a marcar no dia 23 de outubro, fazendo dois gols no triunfo por 3 a 1 sobre o rival Flamengo.

### Ferroviária
Em 2023, atuou por empréstimo na Ferroviária, onde foi um dos artilheiros do Paulistão, mesmo com a Locomotiva sendo rebaixada para a Série A2.

### Fluminense (segunda passagem)
De volta ao Flu em 2023, John Kennedy conquistou espaço no time de Fernando Diniz e passou a atuar com frequência. O atacante foi um dos principais destaques na fase final da Libertadores, por ter feito gols contra Argentinos Juniors e contra o Olimpia, também por ter iniciado a reviravolta da equipe carioca nas semifinais, em jogo contra o Internacional, e principalmente por ter marcado o gol do título inédito do Fluminense, sendo expulso após "entrar" na torcida para comemorar o gol. John Kennedy finalizou a competição com quatro gols e três assistências em 10 partidas, sendo os quatro gols na fase do mata-mata. O jogador também marcou o segundo gol do Flu na semifinal do Mundial de Clubes, na vitória por 2 a 0 contra o Al-Ahly, do Egito.
Em abril de 2024, John Kennedy foi afastado do Flu por indisciplina, cometidos na concentração do jogo contra o Vasco da Gama, juntamente com Kauã Elias, Arthur e Alexsander, onde o quarteto convidou mulheres para a concentração e também organizou uma festa considerada "fora do tom" dentro da concentração. A movimentação incomodou alguns presentes ao local e um funcionário do hotel denunciou a movimentação para o Fluminense. No dia 30 de abril, John Kennedy foi reintegrado ao grupo. John Kennedy perdeu espaço em 2024 e não repetiu as atuações como protagonista do time. Nesta temporada, o camisa 9 atuou em 34 partidas e marcou apenas três gols.

### Pachuca
Em janeiro de 2025, John Kennedy foi anunciado pelo Pachuca, do México. O atacante foi emprestado pelo Fluminense até o fim do ano. O Flu receberá cerca de R$ 3 milhões pelo empréstimo com opção de compra, estipulada em 6 milhões de dólares (cerca de R$ 38 milhões) por 70% dos direitos do jogador.
JK estreou pelo clube mexicano no dia 20 de janeiro de 2025, vestindo a camisa 10 e dando uma assistência para o gol de Emilio Rodríguez na vitória sobre o Santos Laguna por 2 a 1. O atacante marcou seu primeiro gol na vitória por 3 a 2 sobre o Monterrey. Em 16 de fevereiro, marcou os dois gols da equipe na vitória sobre o Pumas.
Após John Kennedy ter perdido posição com a chegada de um novo técnico e ficando no banco de reservas, ele pediu para rescindir o empréstimo, pedido esse que a diretoria atendeu.

### Fluminense
Em 16 de julho, JK retorna novamente ao Fluminense após uma quantia financeira dada pelo Flu para rescindir o contrato de empréstimo antecipadamente.

## Seleção Brasileira

### Sub-23
No dia 21 de dezembro de 2023, John Kennedy foi convocado para a Seleção Sub-23, que entre 20 de janeiro e 11 de fevereiro de 2024, disputou na Venezuela o Torneio Pré-Olímpico.
O jogador estreou no dia 23 janeiro de 2024, na vitória do Brasil sobre a Bolívia por 1 a 0 no Estádio Nacional Brígido Iriarte, em Caracas. Já no dia 26 de janeiro, John Kennedy balançou as redes no triunfo por 2 a 0 contra a Colômbia, marcando assim seu primeiro gol pela Seleção.
|    | Data                    | Local              | Resultado | Adversário | Gols | Competição                         |
| -- | ----------------------- | ------------------ | --------- | ---------- | ---- | ---------------------------------- |
| 1. | 23 de janeiro de 2024   | Caracas, Venezuela | 0–1       | Bolívia    | -    | Torneio Pré-Olímpico Sul-Americano |
| 2. | 26 de janeiro de 2024   | Caracas, Venezuela | 2–0       | Colômbia   | 1    | Torneio Pré-Olímpico Sul-Americano |
| 3. | 29 de janeiro de 2024   | Caracas, Venezuela | 2–1       | Equador    | -    | Torneio Pré-Olímpico Sul-Americano |
| 4. | 05 de fevereiro de 2024 | Caracas, Venezuela | 0–1       | Paraguai   | -    | Torneio Pré-Olímpico Sul-Americano |
| 5. | 08 de fevereiro de 2024 | Caracas, Venezuela | 1–2       | Venezuela  | -    | Torneio Pré-Olímpico Sul-Americano |
| 6. | 11 de fevereiro de 2024 | Caracas, Venezuela | 0–1       | Argentina  | -    | Torneio Pré-Olímpico Sul-Americano |

## Controvérsias
Em abril de 2024, após organizar uma festa no hotel em que estava concentrado com os companheiros de Fluminense, o jogador foi afastado pelo clube por duas partidas.

## Estatísticas
Atualizadas até 28 de julho de 2025
| Clube             | Temporada         | Campeonato Nacional | Campeonato Nacional | Campeonato Nacional | Estadual | Estadual | Copa  | Copa | Continental | Continental | Outro | Outro | Total | Total |
| Clube             | Temporada         | Divisão             | Jogos               | Gols                | Jogos    | Gols     | Jogos | Gols | Jogos       | Gols        | Jogos | Gols  | Jogos | Gols  |
| ----------------- | ----------------- | ------------------- | ------------------- | ------------------- | -------- | -------- | ----- | ---- | ----------- | ----------- | ----- | ----- | ----- | ----- |
| Fluminense        | 2020              | Série A             | 7                   | 2                   | 0        | 0        | 0     | 0    | —           | —           | —     | —     | 7     | 2     |
| Fluminense        | 2021              | Série A             | 13                  | 2                   | 8        | 2        | 1     | 0    | 0           | 0           | —     | —     | 22    | 4     |
| Fluminense        | 2022              | Série A             | 6                   | 0                   | 0        | 0        | 1     | 0    | 1           | 0           | —     | —     | 8     | 0     |
| Fluminense        | 2023              | Série A             | 26                  | 6                   | 0        | 0        | 3     | 1    | 10          | 4           | 2     | 1     | 41    | 12    |
| Fluminense        | 2024              | Série A             | 22                  | 0                   | 4        | 1        | 3     | 1    | 5           | 1           | 0     | 0     | 34    | 3     |
| Fluminense        | 2025              | Série A             | 3                   | 0                   | 0        | 0        | 0     | 0    | 0           | 0           | 0     | 0     | 3     | 0     |
| Fluminense        | Total             | Total               | 77                  | 10                  | 12       | 3        | 8     | 2    | 16          | 5           | 2     | 1     | 115   | 21    |
| Ferroviária       | 2023              | Série D             | —                   | —                   | 11       | 6        | —     | —    | —           | —           | —     | —     | 11    | 6     |
| Ferroviária       | Total             | Total               | 0                   | 0                   | 11       | 6        | 0     | 0    | 0           | 0           | 0     | 0     | 11    | 6     |
| Pachuca           | 2025              | Liga MX             | 20                  | 9                   | —        | —        | —     | —    | —           | —           | 2     | 0     | 22    | 9     |
| Pachuca           | Total             | Total               | 20                  | 9                   | 0        | 0        | 0     | 0    | 0           | 0           | 2     | 0     | 22    | 9     |
| Total da carreira | Total da carreira | Total da carreira   | 97                  | 19                  | 23       | 9        | 8     | 2    | 16          | 5           | 4     | 1     | 148   | 36    |

1. ↑  Participação na Copa Sul-Americana

## Títulos
Fluminense
- Campeonato Carioca:  2023
- Copa Libertadores da América: 2023
- Recopa Sul-Americana: 2024